# Andrejs Bubinduss
Andrejs Bubinduss, latvijski general, * 12. avgust 1891, † 18. maj 1942.